# Amor perdido (película)
Amor perdido es una película de comedia musical, drama y romance mexicana de 1951, dirigida por Miguel Morayta Martínez y protagonizada por Amalia Aguilar y Tito Novaro. La trama está inspirada en el célebre bolero de Pedro Flores.

## Argumento
Una joven bailarina llamada Amalia (Amalia Aguilar), es apoyada por su amigo, un joven compositor llamado Ernesto (Tito Novaro) para convertirse en una bailarina de cabaret. Amalia conoce al gánster Luis (Víctor Junco) y se enamoran. Después sufre un accidente en la cara provocado por la celosa amante de Luis, Celia (Yadira Jiménez) y a partir de entonces tiene que usar una máscara, por lo que decide partir sin decirle nada a nadie. El gánster la descubre bailando en un cabaret y decide matarla, sin conocer en realidad el motivo de su desaparición.

## Reparto
- Amalia Aguilar ... Amalia
- Tito Novaro ... Ernesto
- Víctor Junco ... Luis
- Yadira Jiménez  ... Celia
- María Victoria
- María Luisa Landín

## Enlaces  externos
- Amor perdido en Internet Movie Database (en inglés).
- Amor perdido en FilmAffinity.

- Datos: Q18416476